# Contraceptif chimique
 (janvier 2016).
 (mars 2012).
Si vous disposez d'ouvrages ou d'articles de référence ou si vous connaissez des sites web de qualité traitant du thème abordé ici, merci de compléter l'article en donnant les références utiles à sa vérifiabilité et en les liant à la section « Notes et références ».
Un contraceptif chimique est un moyen de contraception faisant appel à des substances chimiques (hormones synthétiques, par exemple). Les contraceptifs peuvent être avalés ou appliqués sur un organe sexuel.

## Spermicide

### Principe
Cela consiste à utiliser une substance chimique qui, au contact des spermatozoïdes, a la propriété de les détruire. On dépose ce produit dans le vagin sous une forme d'ovule, crème, gel ou tampon pour qu'il agisse au cours du rapport.

### Avantages et inconvénients
L'efficacité du produit et son mode d'action ne sont pas en cause. Ce qui limite les possibilités de la méthode, c'est “l'effet de goutte”: Le spermicide agit au contact des cellules. Or le sperme forme une masse compacte. Si les spermatozoïdes de la périphérie sont neutralisés par le produit, le centre peut se trouver protégé. La glaire cervicale, qui n'est jamais très loin, prend en charge les spermatozoïdes épargnés, et la fécondation peut avoir lieu. Ces limites n'en font pas un produit inutile. Elles le réservent aux situations où le risque de grossesse est atténué, par exemple en dehors des périodes de fécondité maximale, après quarante-cinq ans ou en périménopause.

### En résumé
C'est une contraception délicate, avec des règles d'utilisation plutôt strictes, à utiliser combinée avec d'autres méthodes. Il faut par exemple l'utiliser à chaque rapport et à tout moment du cycle, et compléter la méthode en utilisant du dix au seizième jour du cycle, un diaphragme ou un préservatif.

## Contraception hormonale féminine: la pilule

### Principe
Les hormones servent entre autres à bloquer l'hypophyse, située dans le cerveau, lorsqu'elle tente de déclencher l'ovulation. C'est une sorte de rétrocontrôle. En procurant à l'organisme des hormones semblables à celles qu'il sécrète, on évite que des ordres concernant l'ovulation ne soient donnés aux ovaires. En modifiant les doses et l'ordre d'apparition de ces molécules dans le cycle, on intervient à deux autres niveaux : la glaire à l'entrée de l'utérus plus épaisse fait office de bouchon et la muqueuse est plus fine, moins « fertile ».
Les hormones utilisées sont des variantes chimiques de celles sécrétées par l'organisme, œstrogènes et progestérone. Avantage d'utiliser des hormones modifiées, on renforce leur effet “désorganisant”. Inconvénient, des effets secondaires sont possibles et restreignent l'utilisation des pilules après quarante ans.

### Composition
Il existe plusieurs types de pilules :
- Celles à base d’hormones œstrogènes et progestatives ;
- Celles à base de progestatif seul.

Plusieurs dosages sont disponibles, chacun possédant ses avantages :
- Normodosées ;
- Minidosées ;
- Microdosées.

#### Le progestatif
La plupart des pilules combinent les deux sortes d'hormones. L'effet contraceptif peut être obtenu en n'utilisant qu'une seule hormone, un progestatif. On trouve trois dosages :
- Le faible pour des pilules à vingt huit comprimés, tous dosés pareils, est réservé aux femmes allaitant ;
- Un dosage moyen, qui est obtenu en utilisant un progestatif suffisamment fort pour empêcher l'ovulation. Ce dernier type de contraception est un peu moins sûr que la pilule traditionnelle. Il est donc utilisé principalement pour des patientes qui ont passé la quarantaine. Elles sont a priori moins fécondes et on craint pour celles-ci les effets secondaires des œstrogènes sur le sang ;
- Le dernier dosage, fort, se sert de produits dits « retard ». On a modifié une substance pour qu'une fois injectée, ou placée sous la peau sous forme d'une micro-pastille, elle ne se libère que progressivement, en trois mois. Elle exercera donc son effet pendant la période en question. L'avantage est notamment l'absence de problème d'oubli de prise de pilule, ou de vomissements qui empêcheraient son assimilation. Les inconvénients sont des problèmes de saignements, de difficulté de reprise du cycle et d'incertitude causée par la non survenue des règles. En effet, étant donné qu'il n'y a plus de variations  hormonales, les règles ne peuvent survenir. Cette dernière méthode est très pratique dans les cas où la patiente ne peut, pour cause de puérilité, de déséquilibre mental ou autre, assumer une prise quotidienne et réglée. Aux États-Unis, cette méthode est celle que les dispensaires proposent en premier lieu aux jeunes filles.

#### Les œstrogènes
Substance œstrogène est proposée à trois dosages : fort (50 µg), moyen (autour de 30 µg), faible (autour de 20 µg). La première pilule, en 1960, Enovid, titrait 150 µg.
Le dosage faible, séduisant sur le principe - un minimum de produit correspondrait à un minimum d'effets secondaires - présente pourtant quelques menus inconvénients. La dose absorbée est toujours suffisante pour désorganiser les ovaires mais pas pour les mettre complètement au repos. On se retrouve alors avec des sécrétions internes persistantes ajoutées à la prise médicamenteuse. Cet effet n'est pas systématique, mais peut être observé.
Le dosage intermédiaire convient à la majorité des patientes.
Les pilules les plus fortement dosées, à cinquante microgrammes, ne sont plus guère prescrites qu'à la suite d'un curetage. En effet, elles servent à stimuler la reconstitution de la muqueuse utérine détruite lors du curetage. Elles contribuent ainsi à diminuer les saignements et accessoirement éviter que les parties lésées ne se collent l'une à l'autre lors de la cicatrisation.

### Types de pilules

#### Pilules progestatives

##### Micro-progestatives
Les pilules micro-progestatives se prennent tous les soirs sans exception.Tous les comprimés sont dosés identiquement. Ils sont pour cette raison en général de la même couleur. Il faut les avaler quasiment à heure fixe et tenter de ne pas les oublier.

#### Pilules œstroprogestatives
Les pilules œstroprogestatives doivent être absorbées chaque jour à heure fixe. Comme dans la plupart des boîtes, on trouve vingt et un comprimés, cela correspond à trois semaines de prise. Dans ce cas, on prend un comprimé par jour pendant trois semaines, à la suite desquelles on observe un arrêt des prises pendant une semaine supplémentaire. À l'issue d'un cycle de quatre semaines, on peut alors commencer une nouvelle boîte.

### Effets indésirables
Une petite liste, non exhaustive :
- Les nausées et tensions mammaires, plus rares avec les dosages utilisés aujourd'hui, elles s'estompent souvent après quelques cycles de prises ;
- Acné pour les femmes qui en ont eu par le passé ;
- La  prise de poids, que les patientes redoutent toujours, à raison, il ne faut pas le cacher. Elle peut être maitrisée par des efforts d'équilibre alimentaires et d'activité sportive concédés dans les trois premiers mois de la prise ;
- Les petits saignements qui surviennent entre les règles imposent un petit bilan à la recherche d'une cause organique avant de changer de produit, ou de s'en accommoder ;
- A l'inverse, les règles peuvent ne pas survenir dans la semaine d'arrêt de la pilule. Cela inquiète rarement le médecin, mais beaucoup plus souvent la patiente ;
- Il est préférable de ne pas fumer quand on prend un contraceptif ;
- Il survient parfois des intolérances aux lentilles oculaires sous pilule, comme au cours de la grossesse, curieux rapprochement ;
- Quelques désagréments sont le prélude à des ennuis plus importants :
  - Les maux de tête qui résistent aux petits traitements,
  - Les migraines inhabituelles,
  - Les troubles visuels accompagnés ou non d'élévation des chiffres de la tension artérielle,
  - Les pertes plus ou moins importantes du libido,
  - Dans certains  cas une chute de cheveux.

Ils imposent l'arrêt de la prise.

## Contraception hormonale masculine
Bien qu'une étude menée par Peter Lui et son équipe ont démontré l'efficacité de cette méthode basé sur une combinaison d'androgènes et de progestatifs, cette méthode qui présente l'avantage de ne plus faire reposer la responsabilité de la contraception sur les femmes n'est pas encore commercialisée.